# Železniční trať Doudleby nad Orlicí – Rokytnice v Orlických horách

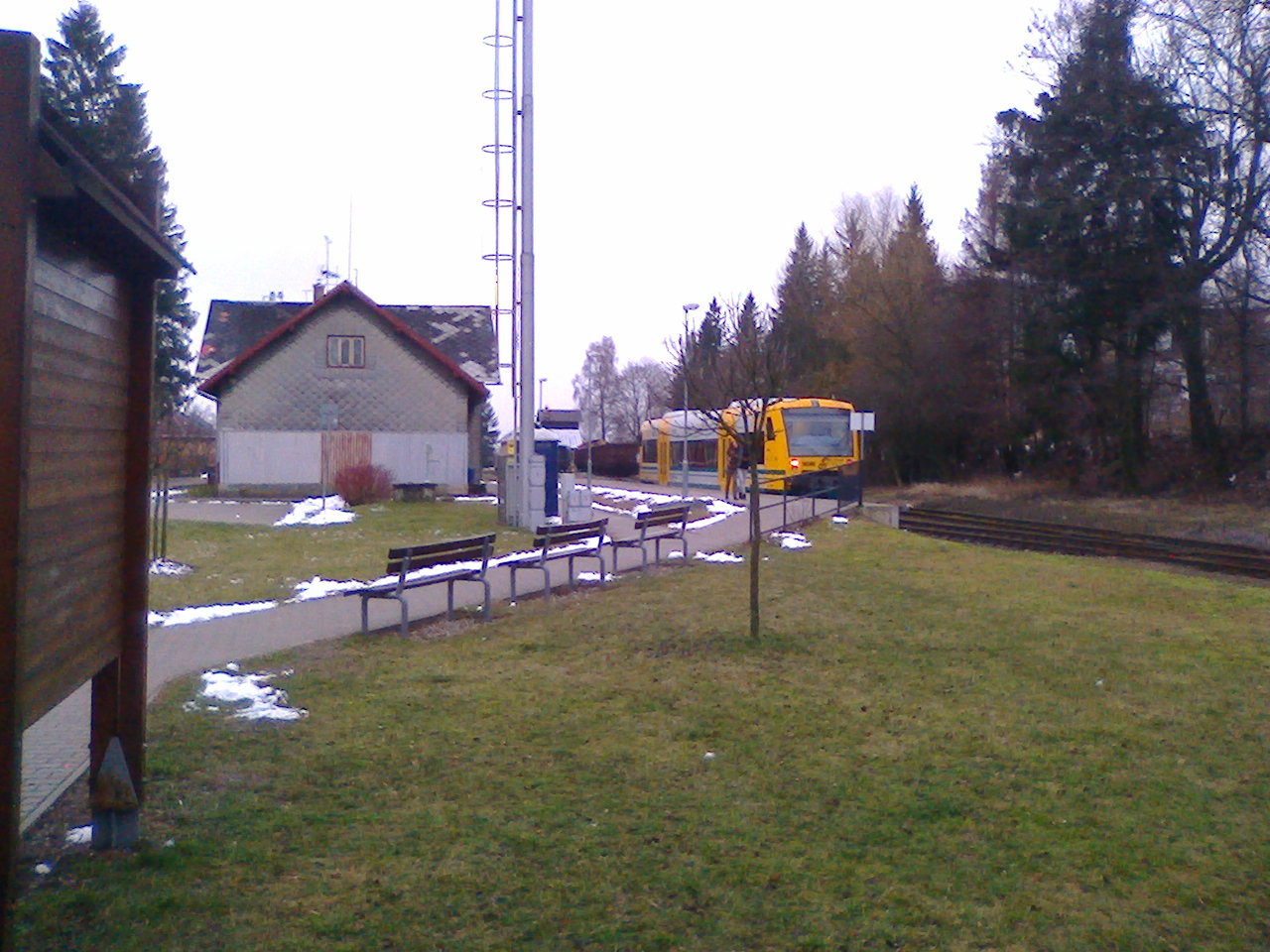
Stanice Rokytnice v Orlických horách

Železniční trať Doudleby nad Orlicí – Rokytnice v Orlických horách (v jízdním řádu pro cestující označená číslem 023) je slepá jednokolejná regionální trať, prochází dvěma tunely. U portálu Pěčínského tunelu je pamětní deska odhalená u příležitosti dokončení 1000. kilometru českých lokálek. V současné době[kdy?] jsou na většinu osobních vlaků na trati nasazovány motorové jednotky řady 814, které provozuje společnost České dráhy. Trať je také někdy označována jako Orlickohorský semmering podle horské dráhy Semmering v Rakousku mezi Vídní a Štýrským Hradcem pro svůj horský charakter.[zdroj?]

## Historie
Dráhu vlastnila společnost Místní dráha Doudleby – Vamberk - Rokytnice od zprovoznění trati v říjnu 1906 až do svého zestátnění 1. 1. 1925.

### Co vypovídají staré jízdní řády
V roce 1912 byly podle tehdejšího jízdního řádu v provozu tyto stanice:
Doudleby, Vamberk, Peklo (Jahodov), Německá Rybná, Slatina-Javornice, Pěčín, Rokytnice
| rok                           | provozovaná trať                                      | počet vlaků                                                           |
| ----------------------------- | ----------------------------------------------------- | --------------------------------------------------------------------- |
| 1912                          | 120 Praha – Hradec Králové – Geiersberg - Mittelwalde | 5 Os Doudleby – Vamberk, 4 Os Vamberk - Rokytnice                     |
| 1921 léto                     | 148 Doudleby – Vamberk - Rokytnice                    | 4 Os Doudleby – Vamberk, 3 Os Vamberk - Rokytnice                     |
| 1928/29 zima                  | 128 Doudleby n. Orl. - Rokytnice v Orl. h.            | 5 Os Doudleby n. Orl.– Vamberk, 3 Os Vamberk - Rokytnice              |
| 1937/38 zima                  | 142 Doudleby n. Orl. - Rokytnice v Orl. h.            | 6 Os Doudleby – Vamberk, 4 Os Vamberk – Rokytnice v Orl. h.           |
| 1944/45                       | 502e Doudleby n. Orl. - Rokytnice v Orl. h.           | 6 Os Doudleby n. Orl. – Vamberk, 4 Os Vamberk – Rokytnice v Orl. h.   |
| 1945/46                       | 2b Doudleby n. Orl. - Rokytnice v Orl. h.             | 6 Os Doudleby n. Orl. – Vamberk, 4 Os Vamberk – Rokytnice v Orl. h.   |
| 1959/60                       | 2b Doudleby n. Orl. - Rokytnice v Orl. h.             | 14 Os Doudleby n. Orl. – Vamberk, 10 Os Vamberk – Rokytnice v Orl. h. |
| 1988/89                       | 023 Doudleby n. Orl. - Rokytnice v Orl. h.            | 14 Os Doudleby n. Orl. – Vamberk, 10 Os Vamberk – Rokytnice v Orl. h. |
| 2002/03                       | 023 Doudleby n. Orl. - Rokytnice v Orl. h.            | 18 Os Doudleby n. Orl. – Vamberk, 9 Os Vamberk – Rokytnice v Orl. h.  |
| 2012/13                       | 023 Doudleby n. Orl. - Rokytnice v Orl. h.            | 6 Os Doudleby n. Orl. - Rokytnice v Orl. h.                           |
| 2014/15                       | 023 Doudleby n. Orl. - Rokytnice v Orl. h.            | 8 Os Doudleby n. Orl. - Rokytnice v Orl. h.                           |
| Vysvětlivky: Os – osobní vlak |                                                       |                                                                       |

## Navazující tratě
- Trať 021 Týniště nad Orlicí - Častolovice - Kostelec nad Orlicí - Doudleby nad Orlicí - Potštejn - Žamberk - Letohrad

## Stanice a zastávky

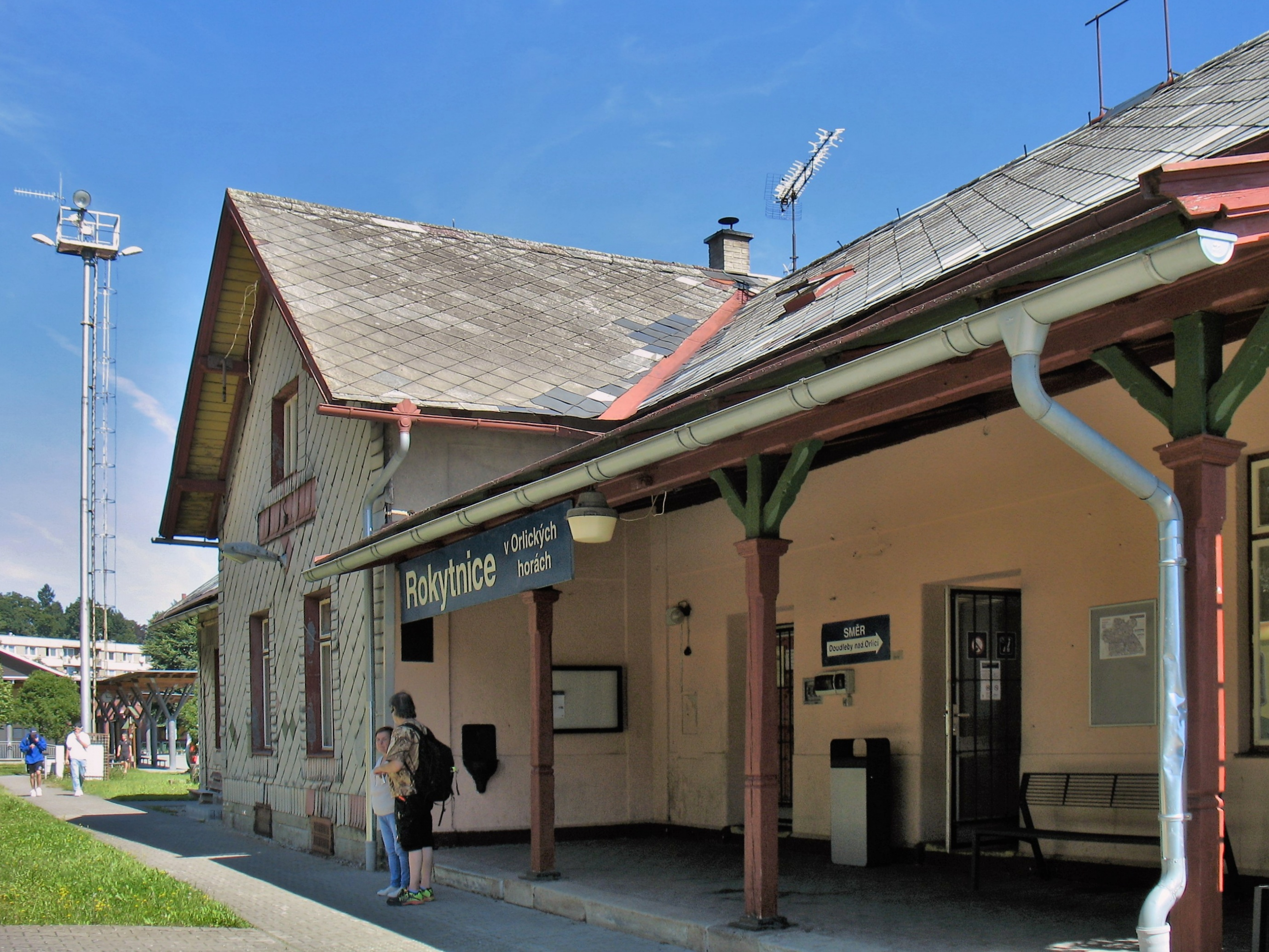
Rokytnice v Orlických horách
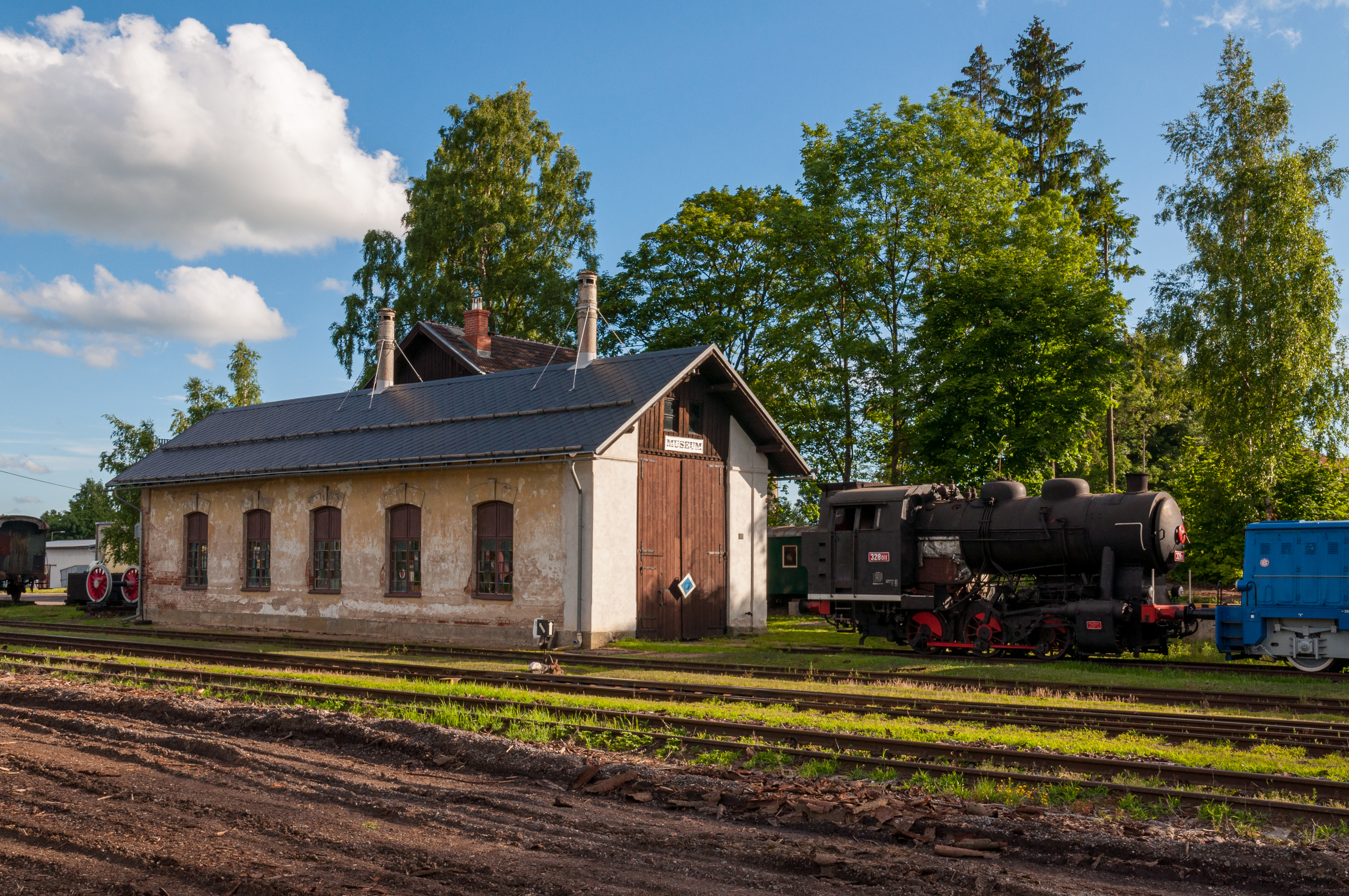
Železniční muzeum v Rokytnici
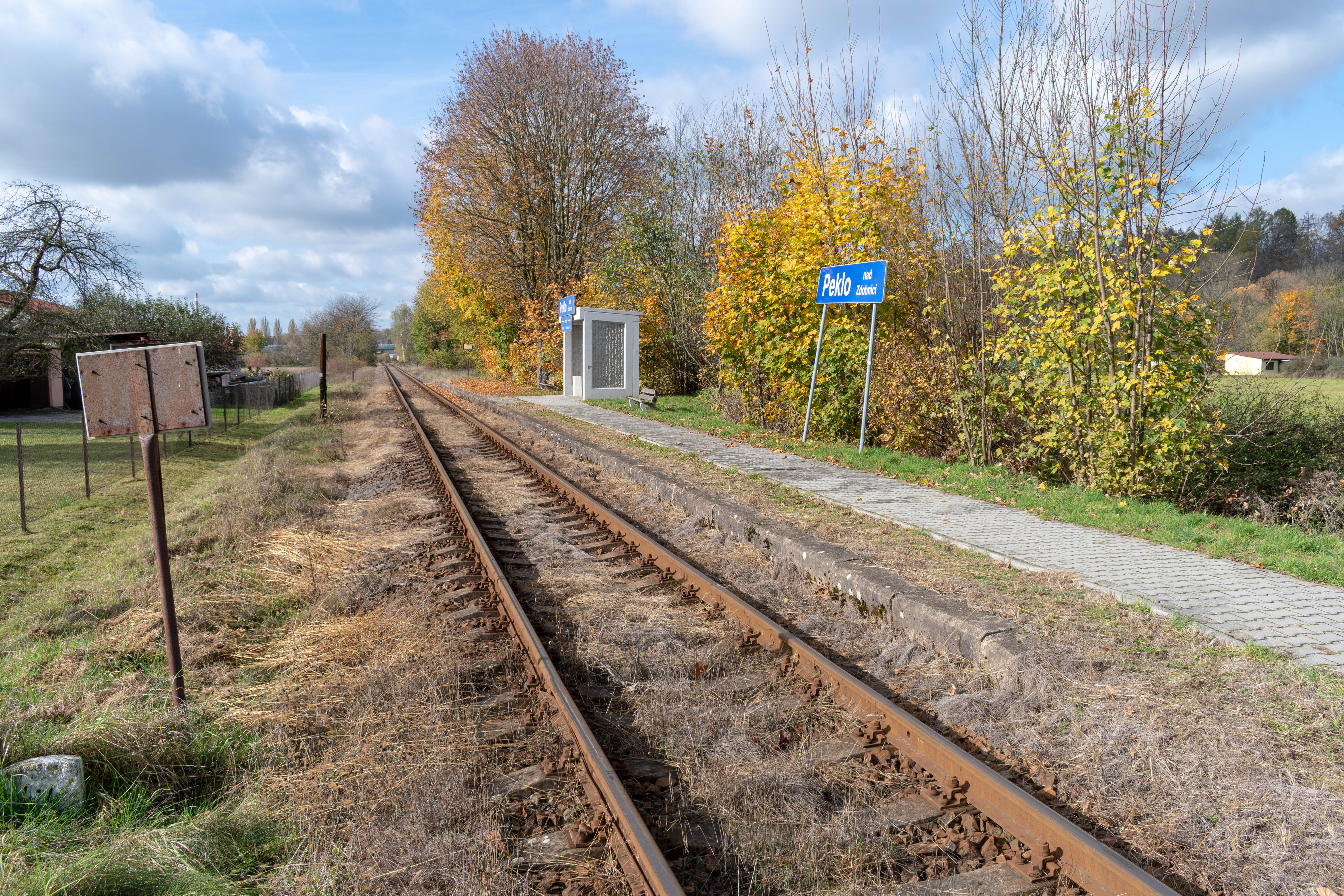
Peklo nad Zdobnicí
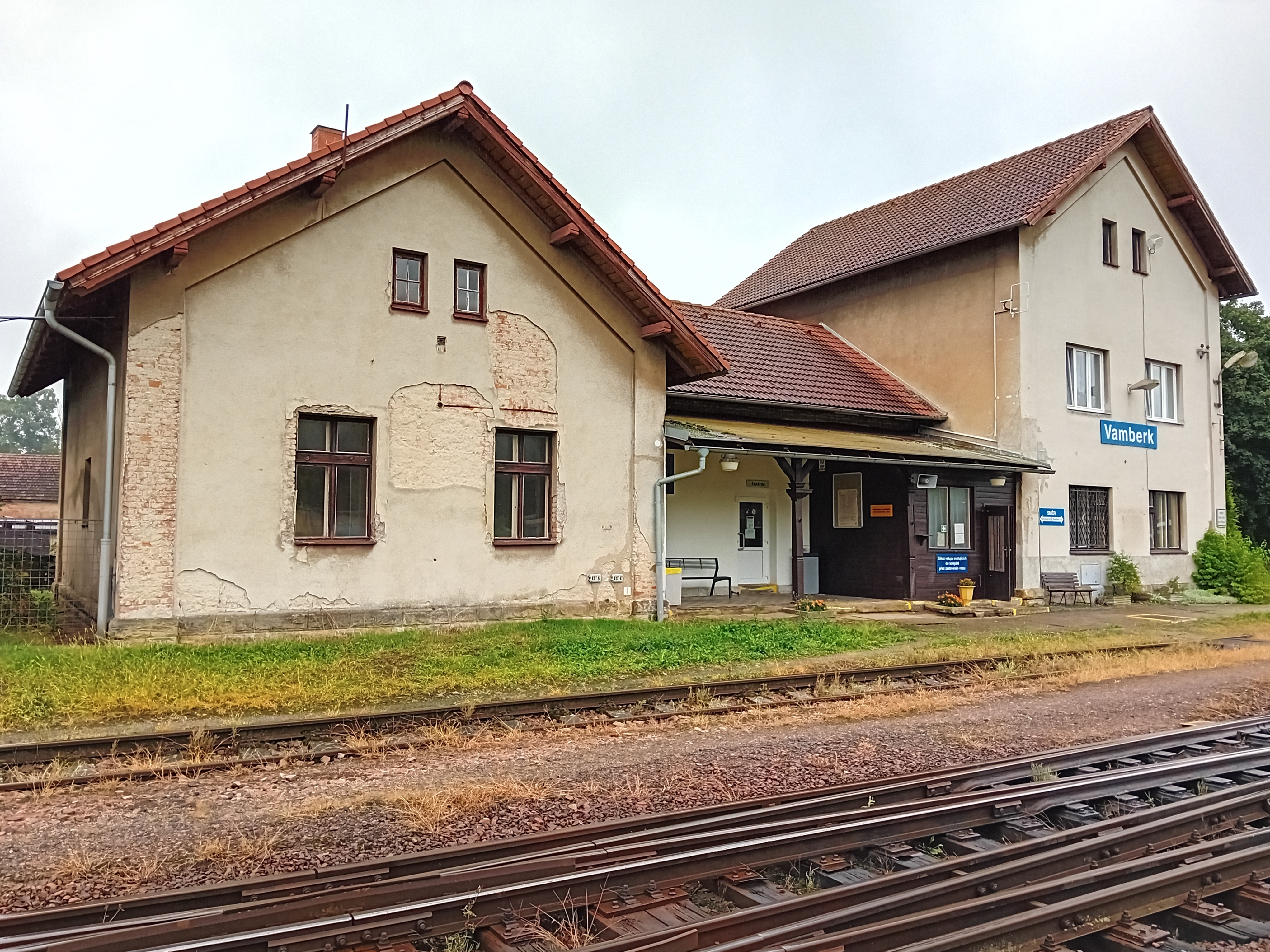
Vamberk
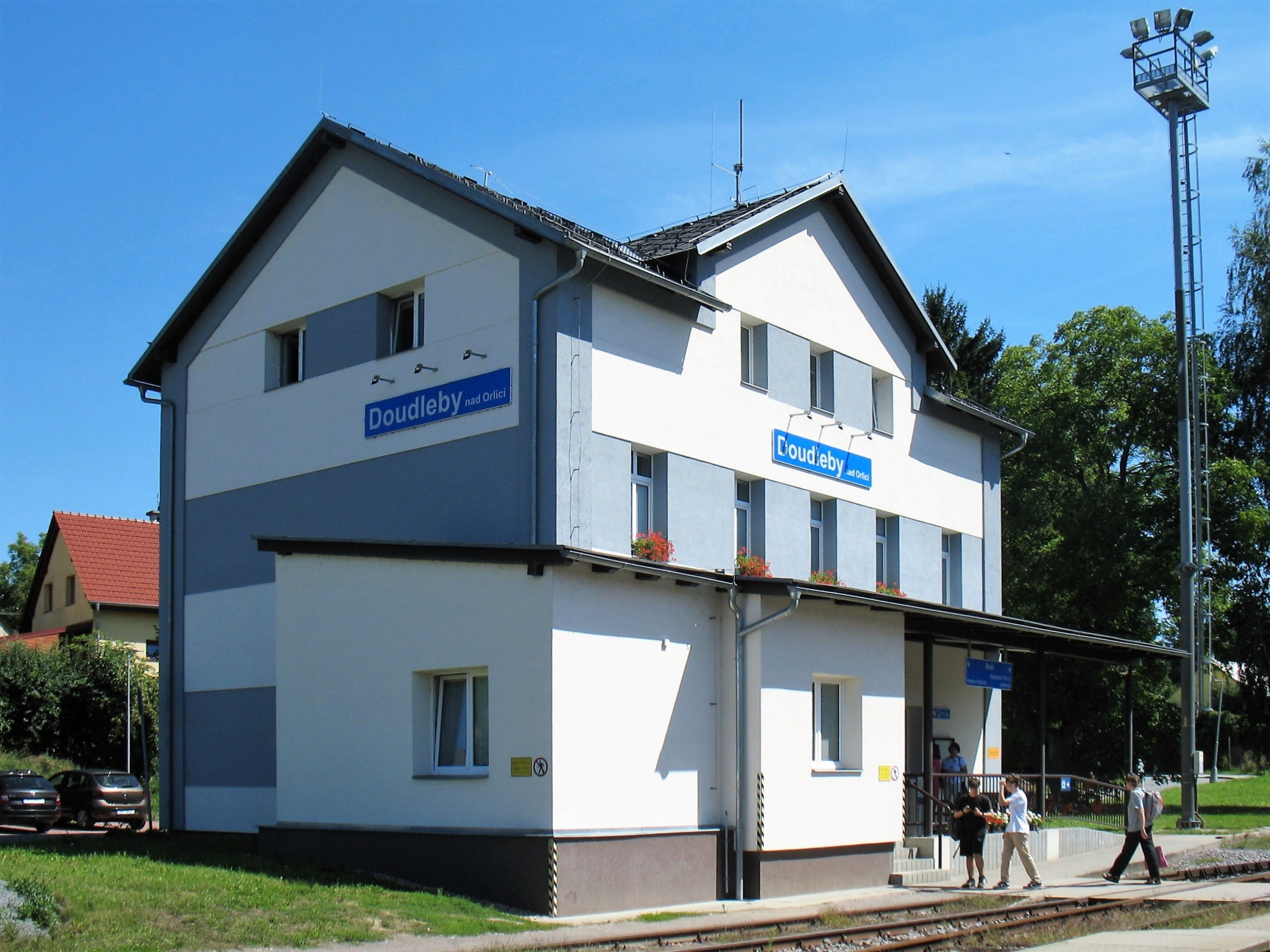
Doudleby nad Orlicí